# Justine Pasek
Yostin «Justine» Lissette Pasek Patiño (Járkov, URSS; 27 de agosto de 1979) es una modelo y ganadora del título Señorita Panamá Universo 2001 y más conocida por poseer el título de la suplente de Miss Universo 2002.

## Biografía
Nacida en Járkov, Ucrania Soviética Yostin "Justine" Pasek Patiño es hija de padre polaco y madre panameña. Junto a su familia, se radicó en Panamá con menos de un año de edad, viviendo de manera modesta en la ciudad de Panamá y en Margarita, Colón, un poblado habitado en su mayoría por trabajadores del Canal de Panamá en la Costa Atlántica del país istmeño.

### Modelo
Su primera incursión en el mundo de la moda se dio cuando se inscribió en el concurso "Chica Modelo" en 1996, evento producido por RPC Televisión y Physical Modelos. Curiosamente ese concurso fue ganado por Yamani Saied, quien se convirtió luego en Señorita Panamá para Miss Universo en 1998. Pero Justine no pasó inadvertida, recibiendo el premio "Mejor Modelo Editorial."
A partir de ese momento la carrera como modelo de Justine fue manejada por la agencia Physical Modelos. Ha modelado para los más importantes diseñadores del mundo de la moda, siendo uno de sus favoritos Roberto Cavalli. Sus trabajos incluyen importantes campañas para Christian Dior, L'Oréal, entre otros, y también fue parte de la campaña de turística de Panamá "Panamá se queda en ti."[cita requerida]

### Miss Universo 2002

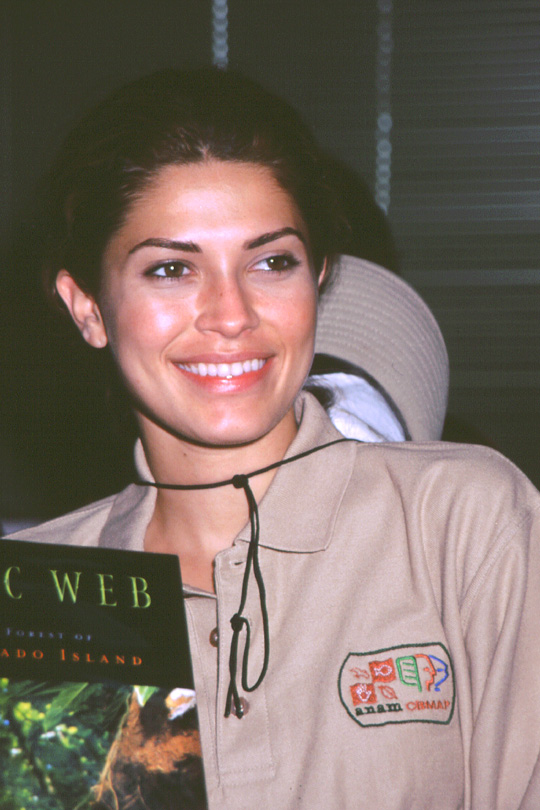
Pasek durante una visita en Isla Barro Colorado

En la elección de Miss Universo 2002, que tuvo lugar en San Juan, Puerto Rico, el 29 de mayo de dicho año, Justine Pasek fue elegida como 1ra Finalista, en el concurso ganado por la rusa Oxana Fedorova.
No obstante, a tan solo 4 meses de culminado el concurso, el 23 de septiembre de 2002, Justine se convirtió en la primera mujer panameña en asumir el título de Miss Universo, luego de que la ganadora original fuera destituida, por no completar las obligaciones estipuladas en el contrato. 
En declaraciones a los medios panameños, Justine dijo que cuando la llamaron de la Organización Trump para invitarla a Nueva York, pensó que sería para cumplir un trabajo de modelaje. Su sorpresa fue grande, cuando en la parte de atrás de una limusina, que la recogió en el aeropuerto, se le informó que ella era la nueva Miss Universo.
La coronación oficial la realizó en Nueva York el codueño del concurso, el millonario Donald Trump. Desde ese momento Justine cumplió con cada uno de los compromisos con la Organización Miss Universo, lo que la llevó a recorrer una veintena de países para atender causas de buena voluntad.

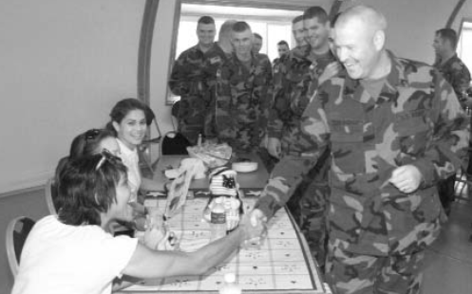
Shauntay Hinton, Miss USA 2002, Vanessa Semrow, Miss Teen USA 2002 y Justine Pasek, Miss Universo 2002 firmando autógrafos en Guantánamo Bay

En Panamá es considerada una "celebridad". Ella se involucró personalmente en la creación del centro de Prevención de sida junto a la organización ProvidSIDA. Se destacó en el Harvard AIDS Institute, AmFAR y con la campaña "Act Now" del Center for Disease Control, además de ser Embajadora para el Consejo Mundial de la Salud.[cita requerida]

### Organización Señorita Panamá
El 1 de abril de 2016 se anunció que Justine en conjunto con el periodista, presentador y empresario César Anel Rodríguez se convertían en Copropietarios y Codirectores de la renacida Organización Señorita Panamá que a partir de la fecha sería la responsable de preparar y enviar las representantes de Panamá a los Concursos de Miss Universo, Miss Earth y Reina Hispanoamericana.
Esta decisión se tomó con la visión de darle un enfoque diferente al certamen de belleza nacional, labor que llevaba a cargo la extinta Organización Miss Panamá dirigida por la Miss Panamá Mundo 1995 Marisela Moreno y la corporación Medcom, encargados de transmitir el concurso. 
El 16 de abril de 2016, en una conferencia de prensa previa al primer casting del concurso Señorita Panamá, Justine y César Anel dieron a conocer que la representante panameña al Miss Universo sería escogida mediante casting dado el poco tiempo con el que se contaba para preparar a una chica para el concurso internacional. 

### Vida privada
El 8 de agosto de 2009 se casó con el empresario inglés Daniel Joelson, con quien tiene dos hijos, una hija, Aliah Stella Joelson (abril de 2012) y un hijo nacido en el 2018.